# Leave the Light On (Beth Hart)
Leave the Light On è un album in studio della cantante statunitense Beth Hart, pubblicato nel 2003.

## Tracce
Edizione Standard Internazionale
1. Lifts You Up – 3:37 (Beth Hart, Greg Sutton, Bob Thiele)
2. Leave the Light On – 4:02 (Beth Hart, Oliver Leiber)
3. Bottle of Jesus – 3:13 (Beth Hart, Glen Burtnick)
4. Wild Horses (The Rolling Stones cover) – 4:11 (Mick Jagger, Keith Richards)
5. World Without You – 4:07 (Oliver Leiber, John Shanks)
6. Lay Your Hands on Me – 4:11 (Beth Hart, Jon Nichols)
7. Monkey Back – 3:17 (Beth Hart, Jon Nichols)
8. Broken and Ugly – 3:22 (Beth Hart)
9. If God Only Knew – 3:43 (Beth Hart, Greg Sutton, Kevin Savigar)
10. Lifetime – 4:07 (Beth Hart)
11. Sky Full of Clover – 4:02 (Beth Hart)
12. I'll Stay With You – 3:20 (Beth Hart)